# Ambiorix
Pour les articles homonymes, voir Ambiorix (homonymie).
Ambiorix est un roi des Éburons du Ier siècle av. J.-C., peuple belge du nord de la Gaule (Gaule belgique dans la terminologie antique).
Selon Jules César, il partage ce commandement avec Catuvolcos « roi de la moitié des Éburons ». Les Éburons sont établis « entre la Meuse et le Rhin » selon César, dans la région de Tongres — à l'époque Atuatuca Tungrorum, située « au centre du territoire » — ainsi qu'à Liège, dans l'Ardenne et en Campine.
Ambiorix inflige une sanglante défaite aux légions romaines, en 54 av. J.-C. à la bataille d'Aduatuca, peut-être dans la vallée du Geer. Il passe pour un chef rusé, qui réussit à échapper à César. 
Ambiorix est devenu, dans la deuxième moitié du XIXe siècle, un des héros nationaux de la Belgique, porté par le même mouvement nationaliste et romantico-historique que celui qui toucha Vercingétorix pour les Français. Le poète et académicien Johannes Nolet de Brauwere van Steeland en fit en 1841 cinq chants qui connurent un grand succès et furent traduits cinq ans plus tard en vers français par le journaliste et auteur orangiste Pierre Lebrocquy (d) (Gand 1797 - Nivelles 1864).

## Étymologie
Le nom Ambiorix est d'origine celtique, avec un sens toujours discuté. Si rix est le mot gaulois bien connu pour « roi », l'élément amb(i) (qui se retrouve dans ambactos « serviteur ») peut signifier « autour, alentour, contour » ou bien « double, des deux côtés, de part et d'autre », comme dans la forme grecque Ἀμφικτύον / Amphictyon : « voisin, habitant autour » ; quant à ambio-, forme thématisée, elle peut se comprendre comme « enclos ». Cette double-royauté est peut-être due à la réunion de deux peuples sur le territoire des Éburons.
Les Éburons étaient principalement de langue celtique comme l'indiquent les noms des différents personnages connus (Ambiorix, Catuvolcos et d'autres) et le substrat toponymique des régions qu'ils ont habitées (leur capitale Atuatuca Tungrorum / Aduatuca). Aucun indice onomastique antique ne montre qu'une langue germanique ait pu être parlée dans la région avant le Bas Empire.

## Biographie

### Famille
Selon César, il avait un frère, un fils et plusieurs neveux.
« Sese pro Caesaris in se beneficiis plurimum ei confiteri debere, quod eius opera stipendio liberatus esset quod Atuatuci, finitimis suis, pendere consuesset, quodque ei et filius et fratris filius a Caesare remissi essent, quos Atuatuci obsidum numero missos apud se in seruitute et catenis tenuissent [...] » 

« Il [Ambiorix] reconnaissait qu’il avait envers César de grandes obligations : c’était grâce à lui qu’il avait été délivré du tribut qu’il payait régulièrement aux Atuatuques, ses voisins, et César lui avait rendu son fils et les fils de son frère qui, étant au nombre des otages envoyés aux Atuatuques, avaient été traités par eux en prisonniers et chargés de chaînes. »

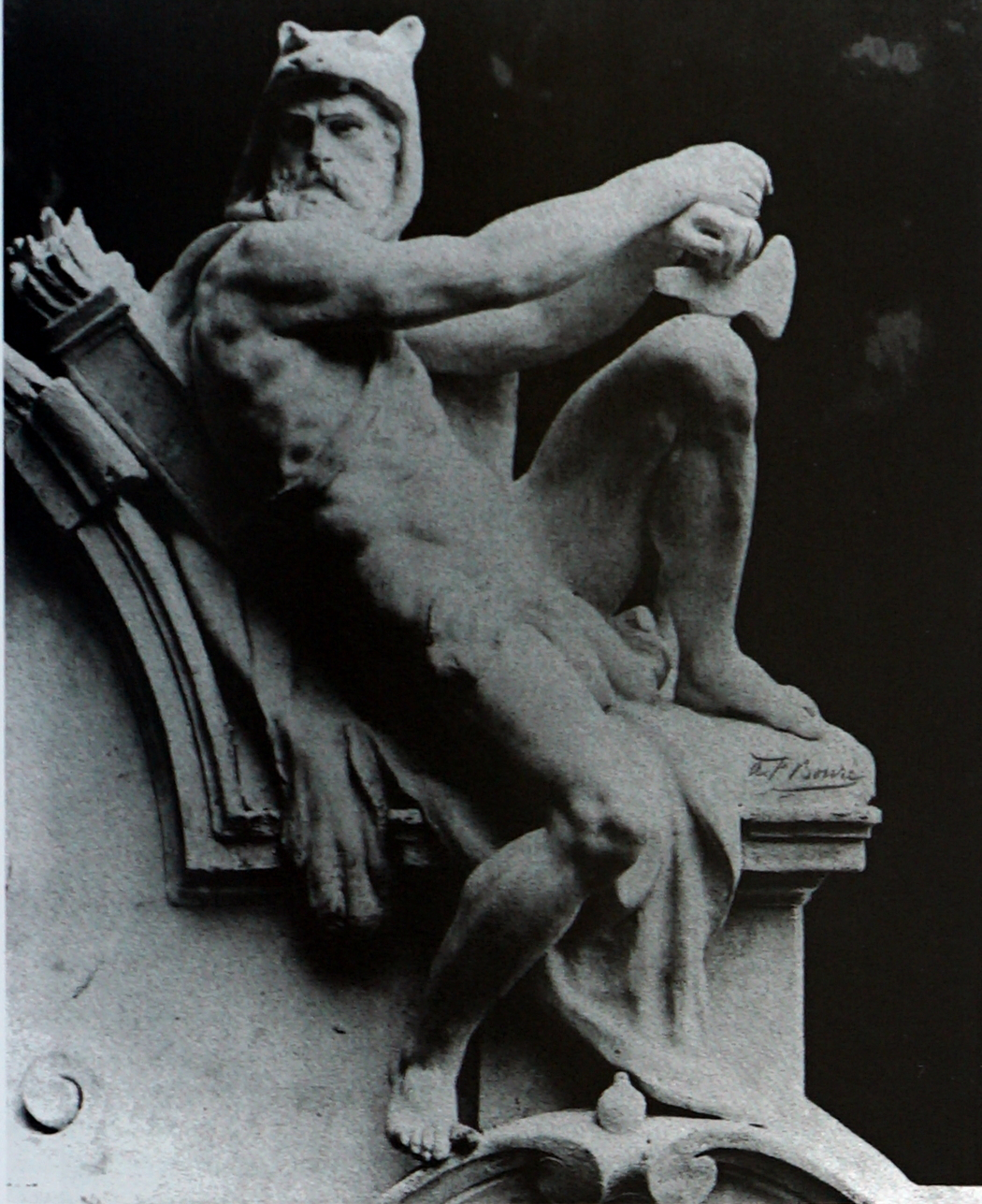
Sculpture d’Ambiorix sur une porte d'Anvers par Antoine-Félix Bouré.

### La guerre contre Rome
Depuis 57 av. J.-C., la région semble pacifiée par les troupes romaines, mais en -54, l'assassinat, commandité par Jules César de l'Eduen Dumnorix, et les difficultés liées à une récolte de blé désastreuse conduisent à un mécontentement qui se retourne contre l'occupant alors en quartiers d'hiver. C'est le point de départ d'un soulèvement des Éburons, commandés par Ambiorix, ainsi que de plusieurs autres peuples belges (Atuatuques, Nerviens…), à l'instigation du commandant trévire Indutiomaros. Grâce à un stratagème, Ambiorix entraîne la XIVe légion romaine de Cotta et Sabinus dans un guet-apens et l'anéantit à la bataille d'Aduatuca, entre Glons et Boirs, dans une profonde vallée. Cette défaite est le plus important revers subi par les Romains à l'occasion de la guerre des Gaules. Puis Ambiorix et ses hommes marchent sur le camp de Quintus Cicéron, frère du célèbre homme d'État du même nom. Les troupes romaines, assiégées, tiennent bon. César intervient juste à temps pour les délivrer.

### La traque
Ambiorix parvient à s'enfuir et se réfugie chez les Germains, mais les légions de César se livrent à des représailles si importantes (les habitants sont déportés, vendus comme butin de guerre) que le peuple des Éburons – pourtant encore attesté par Strabon – finit par disparaître en tant que tel des sources, intégré dans la civitas des Tongres.
En 53 av. J.-C., César écrit qu'Ambiorix vit à proximité de la forêt d’Ardenne, dans une maison construite au milieu des bois, ce qui lui a permis d'échapper à une attaque par surprise tendue par Basilus, sur ordre de Jules César :

« Basilus suivit exactement ses instructions ; et, après une marche aussi prompte qu'inattendue, il prit au dépourvu un grand nombre d'ennemis répandus dans la campagne : sur leurs renseignements, il se dirigea vers le lieu où l'on disait qu'était Ambiorix avec quelques cavaliers. La fortune peut beaucoup en toute chose, et surtout à la guerre. Car si ce fut un grand hasard de surprendre Ambiorix sans préparatifs de défense, et avant qu'il eût rien appris de l'approche des Romains par le bruit public ou par des courriers, ce fut aussi pour lui un grand bonheur, qu'après s'être vu enlever tout l'attirail de guerre qu'il avait autour de lui, et prendre ses chars et ses chevaux, il pût échapper à la mort. C'est pourtant ce qui arriva, parce que sa maison étant située au milieu des bois (comme le sont généralement celles des Gaulois, qui, pour éviter la chaleur, cherchent le voisinage des forêts et des fleuves), ses compagnons et ses amis purent soutenir quelque temps, dans un défilé, le choc de nos cavaliers. Pendant ce combat, quelqu'un des siens le mit à cheval ; et les bois protégèrent sa fuite. Ainsi la fortune se plut à la fois et à le jeter dans péril et à l'y soustraire. »

En 54 av. J.-C., après la mort de leur chef, les Trévires restèrent aux côtés d'Ambiorix. Ambiorix court encore, au grand dam de César, qui lui consacre quelques lignes où on sent poindre un profond ressentiment mêlé d'un certain respect, information reprise par les autres auteurs antiques. Dans les Commentaires sur la Guerre des Gaules, Aulus Hirtius, auteur du livre VIII, écrit à propos de César : 

« Pour lui, il alla dévaster les terres d'Ambiorix. Désespérant de réduire en son pouvoir cet ennemi fugitif et tremblant, il crut, dans l'intérêt de son honneur, devoir détruire si bien, dans les états de ce prince, les citoyens, les édifices, les bestiaux, que désormais en horreur à ceux qui échapperaient par hasard au massacre, Ambiorix ne pût jamais rentrer dans un pays sur lequel il aurait attiré tant de désastres.
Lorsque César eut distribué ses légions et ses auxiliaires sur toutes les parties du territoire d'Ambiorix, que tout y eut été détruit par le meurtre, l'incendie, le pillage, et qu'un grand nombre d'hommes eurent été pris ou tués, il envoya Labiénus avec deux légions chez les Trévires […]. »

— Jules César, Commentaires sur la Guerre des Gaules [« Commentarii de Bello Gallico »], entre -57 et -51 [détail des éditions], livre VIII, 24-25.
Ambiorix ne sera jamais capturé par César. Le deuxième roi des Eburons Catuvolcos trop âgé, ne peut pas fuir, il est mort en s’empoisonnant avec de l’if.

## Mémoire

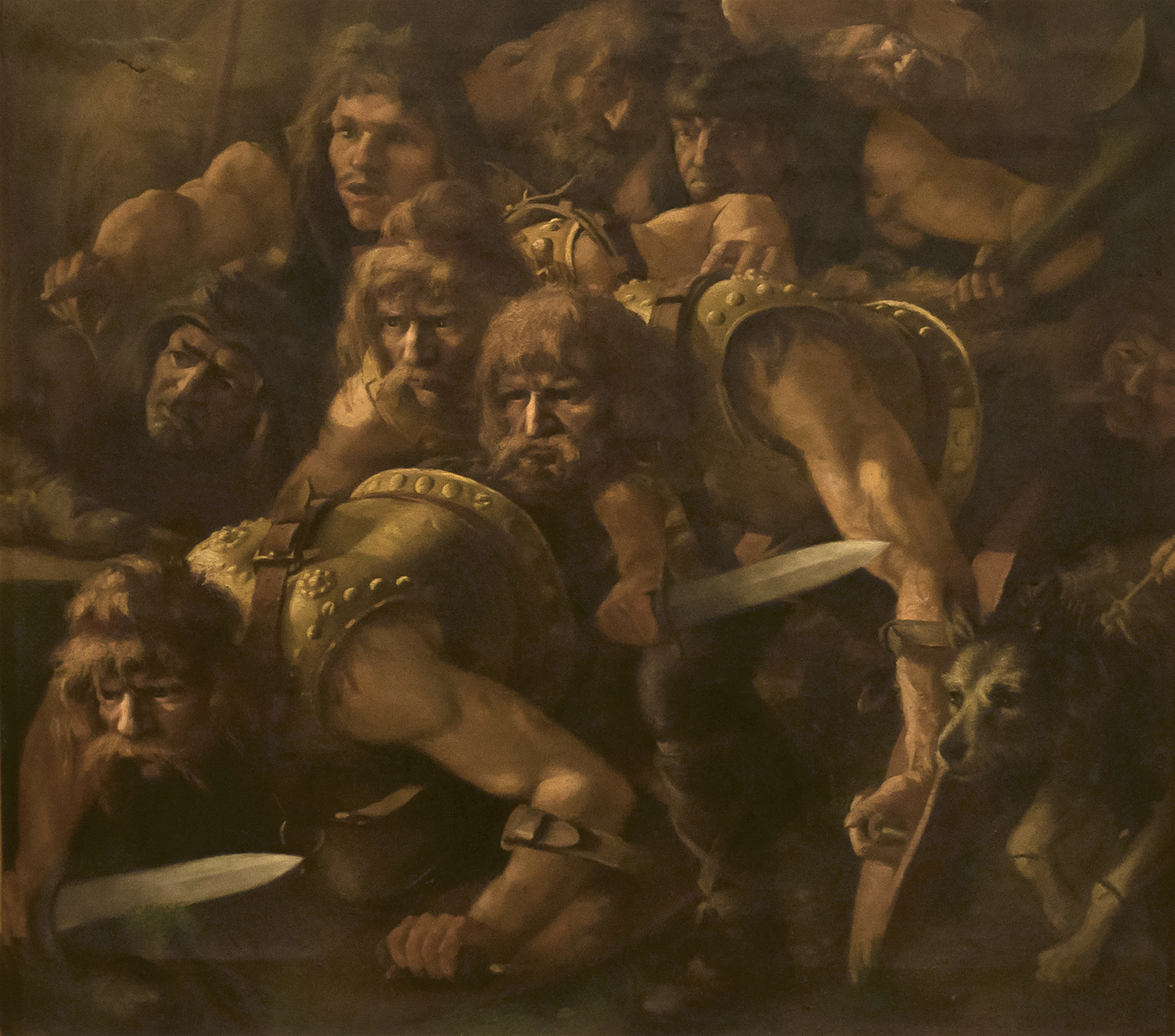
Détail du tableau Ambiorix en embuscade de Karel De Kesel (1893).

La Grand-Place de Tongres arbore une statue d'Ambiorix due à Jules Bertin en 1865-1866.
Le nom Ambiorix est utilisé par :
- une bière belge ;
- un plat de restauration rapide belge[14] ;
- une marque de chaussures ;
- un musée ainsi qu'une promenade portent son nom ;
- le Hubo Handbal utilise son visage comme logo et est surnommé Ambiorix ;
- un géant de la Ducasse d'Ath est son effigie ;
- le jeu Civilization VI, dans lequel il incarne le dirigeant de la Gaule.
- une API permettant l'utilisation de divers bus système, notamment Ubus, D-Bus et PCB (bus propriétaire SoftAtHome).

## Toponymie
Il existe un square Ambiorix à Bruxelles, dans le quartier européen, ainsi qu'une rue Ambiorix à Liège.
En astronomie, est nommé en son honneur (3519) Ambiorix, un astéroïde de la ceinture principale découvert en 1984.